# Голема река
Голема река или Мутница је притока Јужне Мораве у коју увире код насеља Џеп, као Џепска река. Њен ток је дужине око 21 km.
Голема река настаје од извора и потока из шумског пространства Валмиште, испод Чемерника, да би јој се после пет километара тока прикључила Мала река, такође настала од валмишких извора. Један је од најчистијих и најочуванијих водених токова у Србији. На излазу из Валмишта, испод Спаисковице, преграђена је крајем 20. века, чиме је створено језеро за напајање дивљачи из затвореног ловишта „Валмиште”. На једанаестом километру тока, испод Рударског рида, у њу увире Ракицка река, настала из тресаве Блато. Успут прима воде бројних потока и Лебетске реке и ту мења име у Мутница. На неколико километара до увира у Јужну Мораву прикључује јој се Гарваница, река која настаје на југозападној страни Чемерника и протиче испод Мачкатице и Мањака.
Голема река је брза планинска река која пролази кроз неколико клисура и теснаца у атарима села Млачишта, Мрковице, Прониних Механа и Љутежа. У пролеће и с јесени набуја, тако да ствара наносе шљунка и песка у доњем току. Уз Власину, водом је најбогатија река која извире на Чемернику. Између два светска рата на њој и њеним притокама је било пуно воденица и ваљавица, само у Млачишту десет.
У њеном сливу у 16. веку било је посебно развијено рударство. Трагови рударских радова који су трајали све до средине 19. века сачувани су на бројним местима (шљака, печена земља, топионице, остаци угља, испиралишта). Број ни су и топоними везани за рударство: Ровине, Рударски рид, Вигњиште, Самоков. Према турским дефтерима из 1528. и 1570. године, вигњева (топионица) и самокова (ливница) је било у долинама Големе и Мале реке, Мутнице и Гарванице. Највећи рудник у врањском кадилуку био је у Мрковој Пољани, на хасу врањског паше, изнад Мутнице у близини Љутежа и Црвеног Брега. Постоји запис да га је и сам Хусеин паша посетио 1842. године. Испод рудника на обали Мутнице био је један од највећих самокова.
Рударење је пресахнуло средином 19. века, када су посечене букове шуме, које су служиле за справљање угља потребног вигњевима и самоковима. Од тада је шумски фонд у сливу Големе реке (Мутнице) био углавном заштићен, па су се шуме опоравиле. Но, у последњих двадесетак година Србијашуме немилице секу столетно дрвеће, тако да су читава пространства, која су се опорављала век и по од турске експлоатације, просто деградирана. Уместо букве, која се сама засева, посечене шуме и пашњаке су усадили смреком и јелом, чиме су још више штете нанели буковом настану, па и биљном свету и бројним изворима здраве воде, који последњих лета пресушују.
Поред букве, у приобаљу реке расту аутохтоне врсте врбе, дивље крушке и дивље трешње, а у доњем току и горун (врста храста). Река је богата поточном пастрмком и поточном мреном, а у њој има и видра и белоушки. Од дивљих животиња у шумама има срна, јелена, дивљих свиња, вукова, зечева, лисица и јазаваца.